# مسرور طالقانی
ابوالفضل مسرور بن محمد طالقانی از شاعران استاد عهد محمود غزنوی بود و ابیات معدودی که از وی باقی مانده است دلالت تام بر مهارت او در بیان معانی و عذوبت گفتار و قدرت درآوردن ترکیبات بدیع و مضامین دل‌انگیز دارد. جز نوزده بیتی که عوفی از او نقل کرده است ابیات دیگری از او دیده نشده است. ابیات زیر از او در لباب‌الالباب آمده است:

## نمونه شعر
| چو ناپدید شد از چشم چشمه روشن    |  | دراز گشت شب دیریاز را دامن          |
| به روی گنبد گردنده بر شدند پدید  |  | ستارگان قوی‌قوت بدیع‌بدن              |
| چو تیغ باختر افراخته نمود هلال   |  | چو هفت فندق سیماب‌رنگ نجم پرن        |
| مدبران فلک بر فلک چو هفت ملک     |  | نهاده روی به تدویر زی ده و دو وطن   |
| یکی قرین شتاب و یکی عدیل درنگ    |  | مسیر این به سوی هند و سیر آن به عدن |
| به زیر پرده آسایش اندرون شده روز |  | شب سیه به سر اندر کشیده پیراهن      |
| از ارتفاع شب تیره بهره‌ای چو گذشت |  | بیامد آن بت شادان بهار سوی چمن      |